# Little Brington
Little Brington är en by i Northamptonshire i England. Byn är belägen 9 km 
från Daventry. Orten har 197 invånare (2009).